# نوبة دكيم (تبن)

تعديل مصدري - تعديل

نوبة دكيم هي إحدى قرى عزلة الحوطة بمديرية تبن التابعة لمحافظة لحج، بلغ تعداد سكانها 182 نسمة حسب تعداد اليمن لعام 2004.